# 烏利亞尼夫卡 (佩列亞斯拉夫-赫梅利尼茨基區)
49°58′24″N 31°44′34″E / 49.97333°N 31.74278°E
烏利亞尼夫卡（烏克蘭語：Улянівка）是位於烏克蘭北部的村莊，由基辅州鲍里斯皮尔区的塔尚市鎮負責管轄。該村面積2.3平方公里，海拔高度99米，2001年人口594，人口密度每平方公里258.3人。